# Fajã de Cima
Fajã de Cima es una freguesia portuguesa perteneciente al municipio de Ponta Delgada, situado en la Isla de São Miguel, Región Autónoma de Azores. Posee un área de 11,89 km² y una población total de 3 634 habitantes (2001). La densidad poblacional asciende a 305,6 hab/km². Se encuentra a una latitud de 38°46'N y una longitud 25°40'O. La freguesia se encuentra a 26 m s. n. m. La actividad principal es la agricultura.

## Freguesiasadyacentes
- São Pedro, este
- Fajã de Baixo, sureste
- Ponta Delgada, sur
- Arrifes, oeste
- São Vicente Ferreira, noroeste
- Fenais da Luz, norte

- Datos: Q387391
- Multimedia: Fajã de Cima (Ponta Delgada) / Q387391

1. ↑  Worldpostalcodes.org,código postal n.º 9500-504.